# Novo Brasil
Novo Brasil is een gemeente in de Braziliaanse deelstaat Goiás. De gemeente telt 3.377 inwoners (schatting 2009).